# Дузијак
Дузијак (фр. Douzillac) насеље је и општина у југозападној Француској у региону Аквитанија, у департману Дордоња која припада префектури Периже.
По подацима из 2011. године у општини је живело 798 становника, а густина насељености је износила 46,48 становника/km². Општина се простире на површини од 17,17 km². Налази се на средњој надморској висини од 60 метара (максималној 167 m, а минималној 48 m).

## Демографија
| 1962. | 1968. | 1975. | 1982. | 1990. | 1999. | 2011. |
| ----- | ----- | ----- | ----- | ----- | ----- | ----- |
| 689   | 716   | 679   | 604   | 628   | 710   | 798   |

График промене броја становника у току последњих година